# Балтика (Іглінський район)
Ба́лтика (рос. Балтика, башк. Бәлтика) — село у складі Іглінського району Башкортостану, Росія. Адміністративний центр Балтійської сільської ради.
Населення — 719 осіб (2010; 722 в 2002).
Національний склад:
- білоруси — 54 %
- росіяни — 32 %